# Муважи
Муважи — деревня в Алнашском районе Удмуртии, административный центр Муважинского сельского поселения. Находится в 21 км к юго-востоку от села Алнаши и в 95 км к югу от Ижевска. Расположена на правом берегу реки Малая Уса.

## История
По итогам десятой ревизии 1859 года в 7 дворах казённой деревни Усо-Омга Елабужского уезда Вятской губернии проживало 16 жителей мужского пола и 17 женского. В 1882 году открыт приход Вознесенской церкви села Голюшурма, прихожанами нового храма стали жители нескольких селений, в том числе деревни Усо-Омга (Муважи).
В 1921 году, в связи с образование Вотской автономной области, деревня передана в состав Можгинского уезда. В 1924 году при укрупнении сельсоветов в состав Муважинского сельсовета Алнашской волости вошли 12 населённых пунктов. В 1929 году упраздняется уездно-волостное административное деление и деревня причислена к Алнашскому району. В 1929 году в СССР начинается сплошная коллективизация, в декабре 1930 года в деревне образована сельхозартель (колхоз) «Выль Кужым».
- Алексеев Николай Алексеевич (1890 г.р.) — кулак.
- Алексеева Мария Федоровна — член семьи кулака.
- Алексеева Ольга Николаевна (1915 г.р.) — член семьи кулака.
- Алексеева Ирина Николаевна (1920 г.р.) — член семьи кулака.
- Алексеева Любовь Алексеевна (1929 г.р.) — член семьи кулака.
- Евдокимов Иван Николаевич (1913 г.р.) — кулак.
- Евдокимов Аркадий Иванович (1933 г.р.) — член семьи кулака.
- Евдокимова Апполинария Васильевна — член семьи кулака.
- Евдокимова Валентина Ивановна (1944 г.р.) — член семьи кулака.
- Ильин Прокопий Ильич (1901 г.р.) — кулак.
- Ильина Екатерина Федоровна (1870 г.р.) — член семьи кулака.
- Ильина Матрёна Владимировна (1900 г.р.) — член семьи кулака.
- Ильина Ольга Ильинична (1907 г.р.) — член семьи кулака.
- Ильин Александр Прокопьевич (1929 г.р.) — член семьи кулака.
- Киршин Трофим Николаевич (1876 года. г.р.) — кулак.
- Конькин Нияз Кондратьевич (1887 г.р.) — кулак.
- Конькина Анна Кондратьевна (1879 г.р.) — член семьи кулака.
- Конькина Мария Кондратьевна (1909 г.р.) — член семьи кулака.
- Конькин Алексей Ниязович (1909 г.р.) — член семьи кулака.
- Конькин Степан Ниязович (1915 г.р.) — член семьи кулака.
- Конькина Мария Ниязовна (1917 г.р.) — член семьи кулака.
- Николаев Сергей Николаевич (1929 г.р.) — член семьи кулака.
- Родионова Татьяна (1886 г.р.) — член семьи кулака.
- Трофимова Лидия Трофимовна (1913 г.р.) — член семьи кулака.
- Трофимов Борис Трофимович (1914 г.р.) — член семьи кулака.
- Трофимова Нина Трофимовна (1915 г.р.) — член семьи кулака.
- Трофимова Татьяна Трофимовна — член семьи кулака.
- Трофимова Зинаида Трофимовна (1919 г.р.) — член семьи кулака.
- Трофимова Антонина Трофимовна (1924 г.р.) — член семьи кулака.

В 1950 году проводится укрупнение сельхозартелей, колхозы нескольких соседних деревень объединены в один колхоз «Красный Октябрь», центральная усадьба которого размещена в деревне Муважи. В 1963 году он переименован в колхоз «Кама». В 1972 году Муважинский сельсовет переименован в Кузебаевский сельсовет и центр сельсовета перенесён в деревню Кузебаево.
Повторно Муважинский сельсовет образован постановлением Госсовета УР от 26 октября 2004 года, выделен из состава Кузебаевского сельсовета. 16 ноября 2004 года Муважинский сельсовет был преобразован в муниципальное образование «Муважинское» и наделён статусом сельского поселения.

## Население
| 2008 | 2010 | 2012 |
| ---- | ---- | ---- |
| 454  | ↘380 | ↘352 |

Национальный состав
По данным Всероссийской переписи населения 2010 года.
| Национальная принадлежность | Численность, чел. | Доля от всего населения, % |
| --------------------------- | ----------------- | -------------------------- |
| удмурты                     | 366               | 96,3 %                     |
| русские                     | 13                | 3,4 %                      |

## Объекты социальной сферы
- Муважинская средняя общеобразовательная школа — 129 учащихся в 2008 году[14]
- Муважинский детский сад